# Fingerville (Carolina del Sur)
Fingerville es un lugar designado por el censo ubicado en el condado de Spartanburg, en el estado estadounidense de Carolina del Sur. La localidad en el año 2010 tenía una población de 134 habitantes. 

## Geografía
Fingerville se encuentra ubicado en las coordenadas 35°8′8.02″N 82°0′6.25″O / 35.1355611, -82.0017361. 